# Challenger de Morelia 2025
El torneo Morelia Open 2025 fue un torneo de tenis perteneció al ATP Challenger Tour 2025 en la categoría Challenger 125. Se trató de la 1ª edición; el torneo tuvo lugar en la ciudad de Morelia (México), desde el 24 hasta el 30 de marzo de 2025 sobre pista dura al aire libre.

## Jugadores participantes del cuadro de individuales
| Preclasificado | País                      | Jugador                | Rank1 | Posición en el torneo |
| 1              | Bandera de Australia      | James Duckworth        | 95    | FINAL                 |
| 2              | Bandera de Estados Unidos | Christopher Eubanks    | 104   | Segunda ronda         |
| 3              | Bandera de Estados Unidos | Brandon Holt           | 116   | Primera ronda         |
| 4              | Bandera de Argentina      | Thiago Agustín Tirante | 117   | Cuartos de final      |
| 5              | Bandera de Francia        | Adrian Mannarino       | 145   | Segunda ronda         |
| 6              | Bandera de Japón          | Shintaro Mochizuki     | 155   | Primera ronda         |
| 7              | Bandera de Canadá         | Alexis Galarneau       | 159   | Primera ronda         |
| 8              | Bandera de Argentina      | Juan Pablo Ficovich    | 162   | Segunda ronda         |

- 1 Se ha tomado en cuenta el ranking del 17 de marzo de 2025.

### Otros participantes
Los siguientes jugadores recibieron una invitación (wild card), por lo tanto ingresan directamente al cuadro principal (WC):
- Alex Hernández
- Rodrigo Pacheco Méndez
- Alan Fernando Rubio

Los siguientes jugadores ingresan al cuadro principal tras disputar el cuadro clasificatorio (Q):
- Elmar Ejupovic
- Stefano Napolitano
- Maximilian Neuchrist
- Kiranpal Pannu
- Alfredo Perez
- Tyler Zink

## Campeones

### Individual Masculino
- Dmitry Popko derrotó en la final a  James Duckworth por 1–6, 6–2, 6–4

### Dobles Masculino
- Gonzalo Escobar /  Diego Hidalgo derrotaron en la final a  Marc-Andrea Hüsler /  Stefano Napolitano por 6–4, 4–6, [10–3]